# Vought O2U Corsair
Il Vought O2U era un aereo militare biplano e monomotore realizzato dall'azienda statunitense Chance Vought nella seconda metà degli anni venti.
Frutto dell'esperienza accumulata con i precedenti modelli UO/FU, l'aereo ricevette il nome Corsair, divenendo il primo a portare questo nome nella storia della United States Navy che lo impiegò come velivolo da ricognizione e osservazione nei reparti a terra ed imbarcati sulle portaerei e sulle principali navi della flotta.
Realizzato anche in versione idrovolante, fu utilizzato anche dagli United States Marine Corps e, una volta dismesso dalla marina, dalla United States Coast Guard che mantenne in servizio l'ultimo esemplare fino al 1941.

## Storia del progetto
Il progetto del Vought O2U nacque da una richiesta del Bureau of Aeronautics, risalente al 1926, che rappresentava un considerevole impegno per l'ammodernamento dei velivoli da ricognizione ed osservazione, in termini strutturali ed aerodinamici.

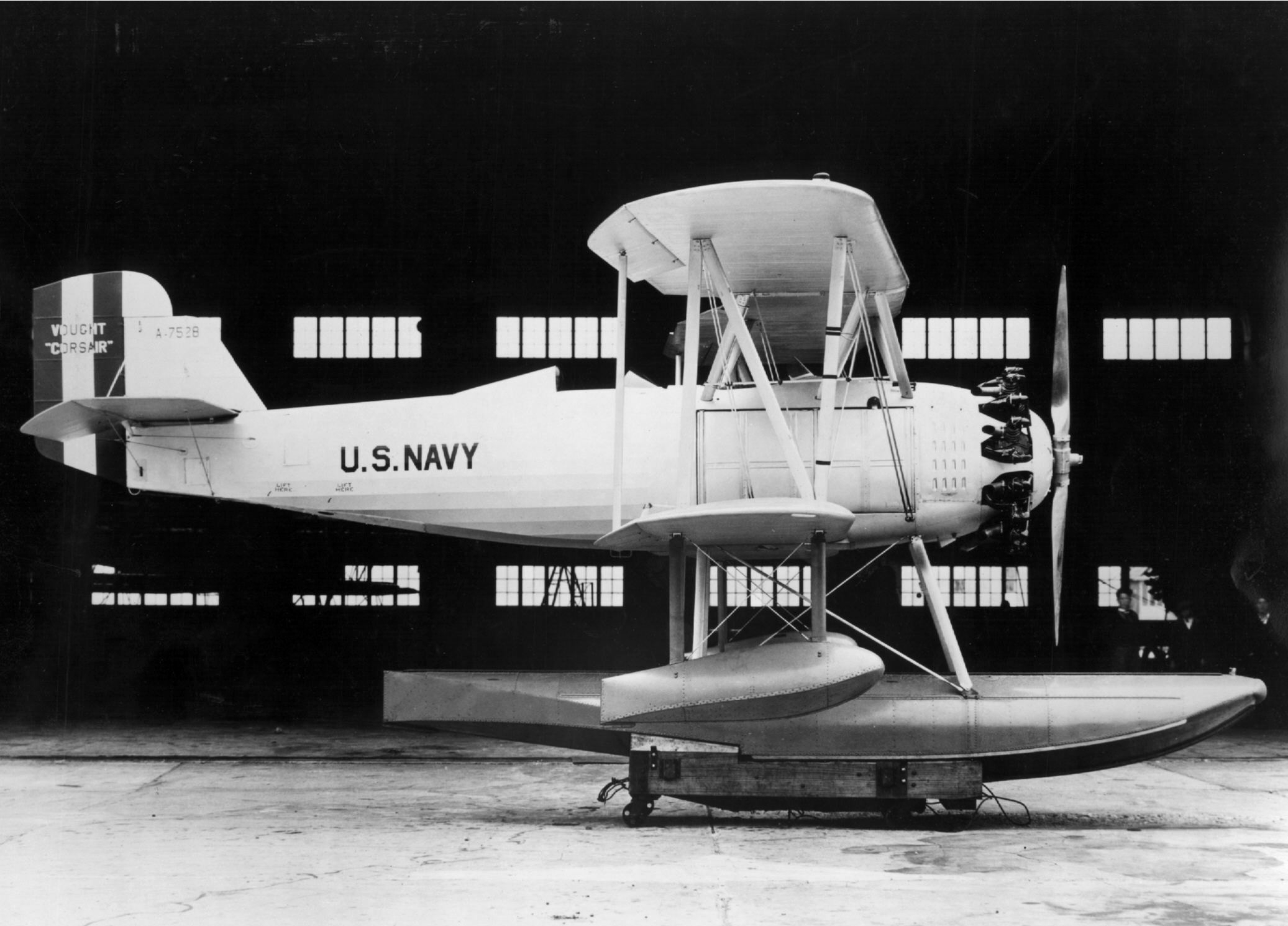
Un Vought O2U-1 Corsair in versione idrovolante. Questo aereo (BuNo A7528) fu il terzo ad uscire dalle linee di montaggio.

Verso la metà di quello stesso anno, il BuAer affidò alla Vought un contratto per la realizzazione di due prototipi denominati O2U-1 che, come previsto nella formulazione delle richieste, venne realizzato intorno al recente motore Pratt & Whitney R-1340 Wasp. Per il resto il progetto ricalcava, traendone esperienza e proponendo opportuni miglioramenti, quello della precedente produzione della Vought; in particolare però le dimensioni del velivolo dovevano essere sufficientemente ridotte da consentirne la movimentazione sugli ascensori delle più recenti portaerei della flotta.
Il primo Corsair della storia si levò in volo il 2 novembre del 1926 e già nei primi mesi dell'anno successivo fu sottoscritto il contratto per la fornitura dei primi centotrenta O2U-1 di serie, le cui consegne iniziarono in breve tempo.
Nel 1928 comparve la variante O2U-2, realizzata in trentasette esemplari, caratterizzata dall'ala superiore dotata di maggiore apertura. Nei due anni successivi, per far fronte alla crescente necessità di idrovolanti per la marina, furono messe in produzione due nuove varianti: la O2U-3, di cui furono realizzati ottanta esemplari, caratterizzata da impennaggio rivisto e piano alare superiore con evidente angolo di diedro positivo, e la O2U-4, prodotta in quarantadue unità, che presentava modifiche minori, in prevalenza negli equipaggiamenti.
Già dalle prime uscite in volo il Vought O2U-1 aveva attirato l'attenzione di diverse nazioni straniere sia in ragione della sua velocità che del suo elevato raggio d'azione: nel corso del 1929 il governo messicano sottoscrisse un ordine per dodici aerei nella versione O2U-2 (il cui suffisso divenne -2M), ma ben presto si aggiunsero ordini dai governi di Argentina, Brasile, Perù, Cuba, Repubblica Dominicana e la Repubblica Cinese; il Messico si assicurò anche la licenza per la produzione del modello presso la Talleres Nacionales de Construcciones Aeronáuticas (TNCA). I Corsair messicani furono equipaggiati con una cappottatura del motore  che era stata messa a punto da Michael Watters, un tecnico della Vought, ma che l'azienda non aveva ritenuto utile installare sugli esemplari fino ad allora prodotti. Watters lasciò il proprio posto alla Vought e vendette l'idea della cappottatura al governo messicano; il risultato ottenuto fu che i Corsair O2U-2M risultarono più veloci di circa 15 mph (24 km/h) rispetto ai corrispettivi velivoli statunitensi.
Il governo giapponese, tramite la Mitsui Trading Company, acquistò tre Vought O2U-1; in seguito, non è chiaro se tramite la concessione di una licenza, ebbe inizio la realizzazione del Tipo 90 considerato particolarmente somigliante al Corsair.
Altri esemplari di Corsair furono realizzati su richieste di compagnie commerciali o privati cittadini: uno fu usato dallo stesso Chance M. Vought mentre un altro, di proprietà del Daniel Guggenheim Fund for the Promotion of Aeronautics, andò distrutto in un incidente nel quale rimase illeso Jimmy Doolittle.
In seguito la stessa Vought volle dotarsi di un velivolo dimostratore al fine di promuovere le vendite del Corsair e realizzò, in un singolo esemplare, il V-50 che sulla cellula dell'O2U accoppiava il motore Pratt & Whitney Hornet dotato di compressore, grazie al quale l'aereo poteva raggiungere la velocità di 190 mph (310 km/h). Il successivo sviluppo di questa cellula portò a nuove varianti sviluppate a partire dalla famiglia di velivoli successivi, gli O3U.
La Vought, forte del successo ottenuto con il Corsair, decise di partecipare nell'estate del 1929 ad un concorso indetto dall'USAAC per un velivolo da osservazione; test comparativi con i concorrenti Thomas-Morse O-19 e Douglas O-25 sembravano aver decretato la supremazia del biplano Vought (sostanzialmente un O2U-3) denominato O-28, ma ragioni di opportunità "politica" fecero propendere la scelta dell'USAAC per l'acquisizione dell'O-19. L'O-28 rimase irreparabilmente danneggiato nel corso di un misterioso incendio nel marzo del 1930.

## Tecnica

### Cellula
Biplano, biposto, con struttura interamente metallica, il Vought U20 Corsair aveva fusoliera con struttura a guscio; fu uno dei primi velivoli realizzato utilizzando correntini e ordinate interamente in acciaio.

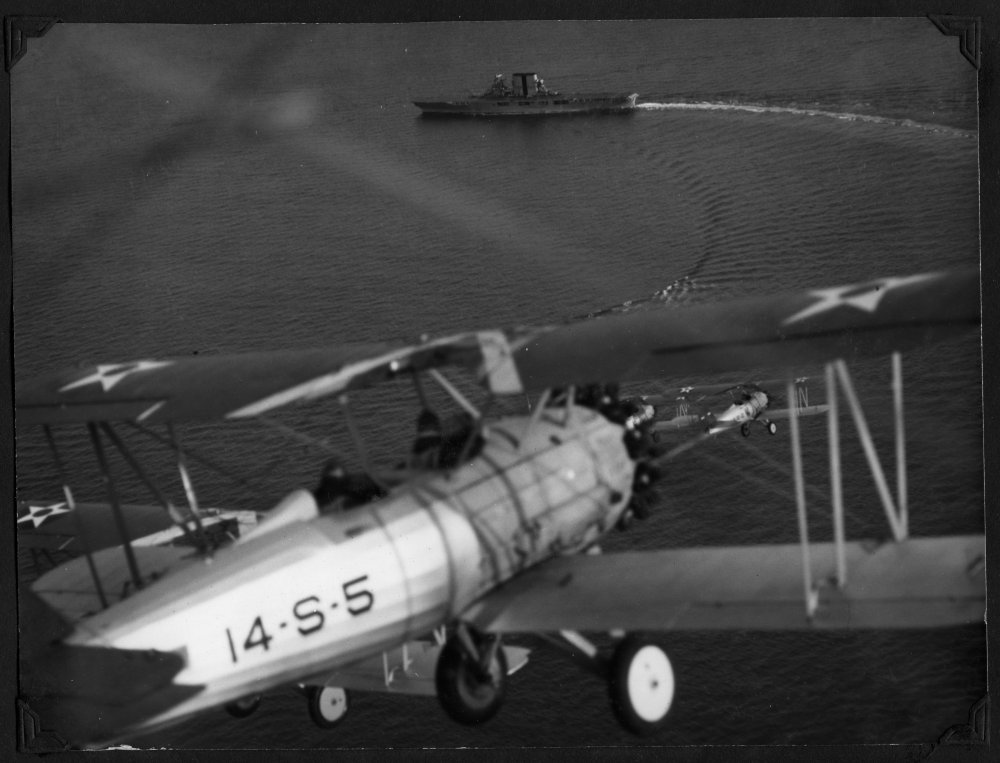
Tre Corsair del Marine Corps Scouting Squadron 14 (VS-14M) in servizio sulla.

La fusoliera accoglieva i due membri dell'equipaggio in abitacoli scoperti, disposti in tandem; nella zona posteriore la struttura era leggermente rastremata, per terminare con impennaggio monoplano, di tipo classico. Nella zona centrale, dietro il motore, erano ricavati i serbatoi di carburante disposti "a guancia" tra il rivestimento del velivolo e l'abitacolo anteriore.
Il Corsair fu espressamente progettato per fungere anche come idrovolante: il carrello d'atterraggio, di tipo biciclo con pattino di coda, le cui gambe principali erano collegate alla parte inferiore della fusoliera poteva essere sostituito con un galleggiante centrale; in questo caso venivano aggiunti due piccoli galleggianti stabilizzatori nella parte esterna dell'intradosso del piano alare inferiore. Fu anche sperimentata una versione particolare del galleggiante centrale dotata di carrello d'atterraggio retrattile grazie al quale l'O2U acquisiva capacità anfibie.
Per quanto destinato all'impiego sulle portaerei, il Vought O2U non era inizialmente dotato di gancio d'arresto in quanto non previsto nella specifica emessa all'origine; il gancio venne poi installato (su iniziativa della Vought) sugli esemplari muniti di carrello destinati ai reparti operanti sulle portaerei.
I due piani alari, tra loro collegati da una singola coppia di montanti conformati a "N", all'origine avevano la medesima apertura; il piano inferiore era collegato alla parte inferiore della fusoliera mentre il piano superiore era disposto "a parasole", collegato alla fusoliera da due coppie di piccoli montanti. A partire dalla versione O2U-2 il piano alare superiore aveva apertura maggiore, conferendo al velivolo una configurazione leggermente sesquiplana, mentre il piano inferiore presentava leggero diedro positivo. Nelle versioni O2U-3 e O2U-4 furono modificati l'impennaggio ed il piano alare superiore, al quale fu conferito angolo diedro positivo.

### Motore
Secondo le linee guida recentemente emanate dal BuAer statunitense, il Vought O2U era equipaggiato con il motore radiale Pratt & Whitney R-1340 Wasp, un 9 cilindri raffreddato ad aria in grado di erogare la potenza di 450 hp (340 kW) e garantire al velivolo la velocità massima di 150 mph (240 km/h) al livello del mare.

### Armamento
L'armamento standard previsto per gli O2U era costituito da tre mitragliatrici Browning calibro 0,30 in (7,62 mm), camerate per il munizionamento .30-06 Springfield, delle quali una era disposta (fissa) per sparare nel senso di marcia mentre le altre due erano brandeggiabili vincolate ad un anello Scarff, disposto nell'abitacolo del navigatore. Nell'intradosso del piano alare inferiore era possibile trasportare carichi di caduta.

## Impiego operativo
Fin dal mese di maggio del 1927 il Corsair diede prova di sé aggiudicandosi il record di velocità sulla distanza di 1000 km, che venne percorsa nei cieli di Hampton Roads alla velocità di 130,9 mph (210,7 km/h) da un esemplare guidato dal Flight lieutenant R. Irvine.

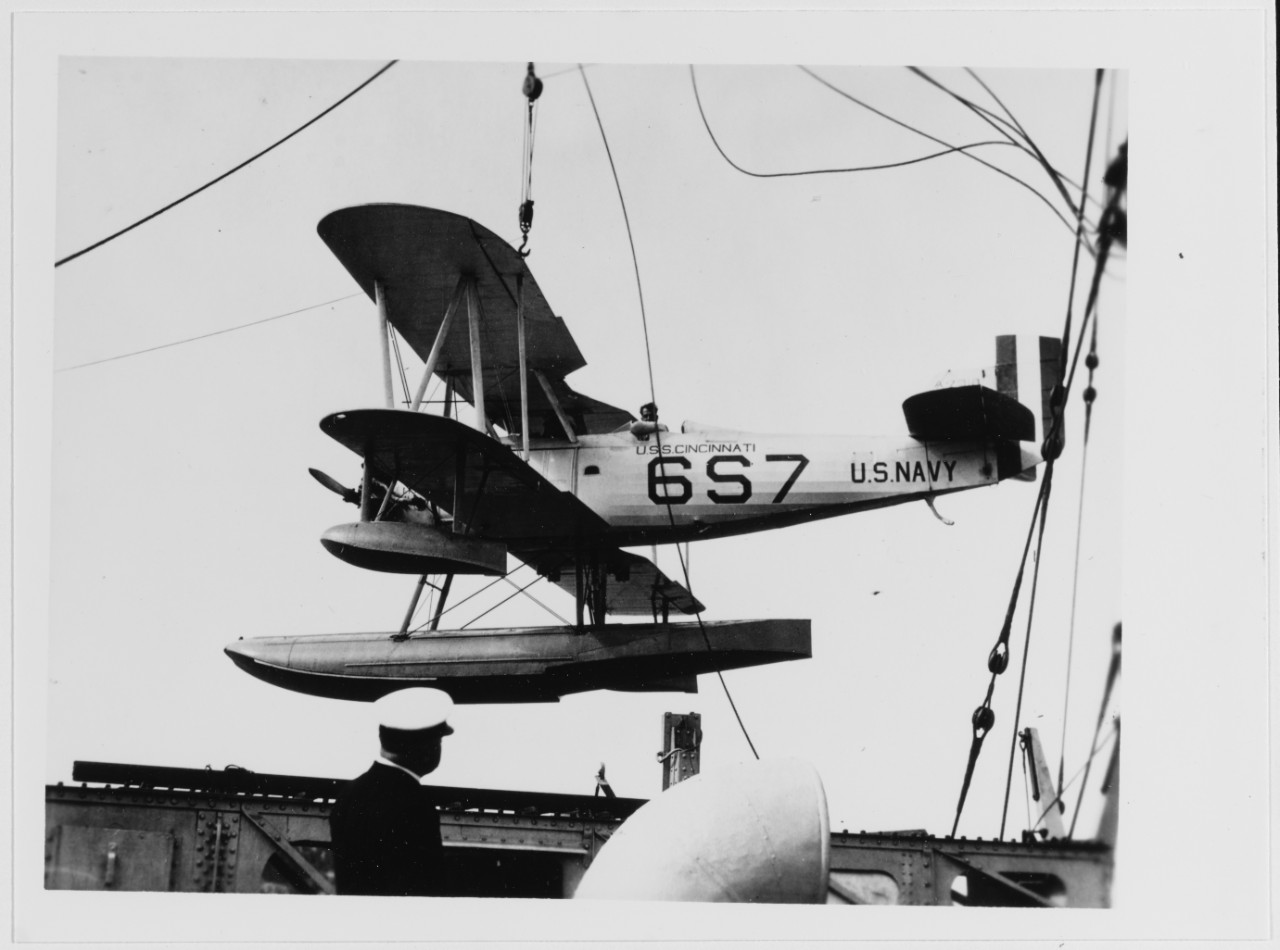
Un Corsair in versione idrovolante ritratto durante le operazioni di carico; appartenente allo Scouting Squadron SIX, il velivolo era assegnato a bordo della.

Entrati in servizio operativo in quello stesso anno, i Corsair divennero ben presto gli idrovolanti standard dei reparti distaccati, tra le altre, sulle navi da battaglia della flotta: l'Observation Plane Squadron 3B (sigla di coda VO-3B) sulla USS Nevada e sulla USS Colorado, il VO-4B su USS New Mexico, USS Mississippi e USS California ed il VO-5B a bordo di USS Tennessee, USS Colorado, USS Maryland e USS West Virginia.
La versione dotata di carrello fu operativa, tra gli altri, presso l'Antisubmarine Reconnaissance Squadron 1B (VS-1B) di stanza sulla USS Langley.

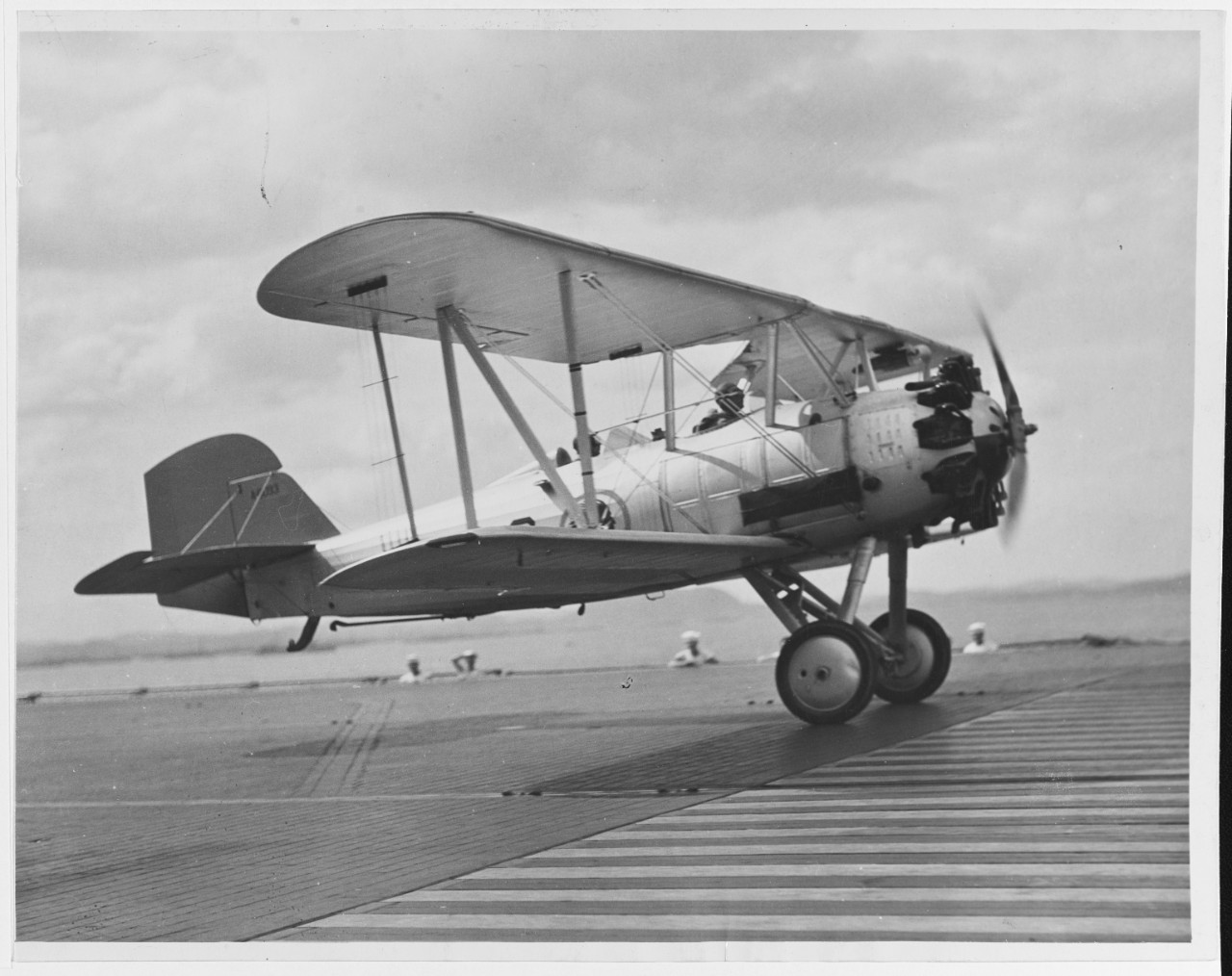
Un Vought O2U-2 dello Scouting Squadron 3-B decolla dalla portaerei USS LEXINGTON (CV-2), febbraio 1929

Anche i Marines ricevettero alcuni velivoli che furono utilizzati dagli Observation Squadrons VO-7M (schierato in Nicaragua) e VO-9M (ad Haiti). In particolare i Corsair del VO-7M furono impiegati in occasione della seconda campagna nello stato centroamericano. Nei primi giorni del 1928, il futuro generale Christian F. Schilt si guadagnò la Medal of Honor per i suoi voli temerari a bordo di uno dei Corsair, per rifornire le truppe ed evacuare i feriti nel corso di una violenta battaglia nella città di Quilalí.
Il Vought O2U compare anche nelle cronache dell'epoca per una dimostrazione svolta come evento di contorno nel corso delle National Air Races del 1929: un esemplare fu protagonista di un aggancio in volo al dirigibile USS Los Angeles dal quale effettuò il trasbordo di un passeggero.
Sul finire della propria carriera operativa, gli O2U furono progressivamente dismessi dai reparti della U.S. Navy per essere trasferiti nelle file della U.S. Coast Guard che li utilizzò ancora per un periodo di tempo considerevole. L'ultimo esemplare fu radiato solamente nel 1941.

## Versioni

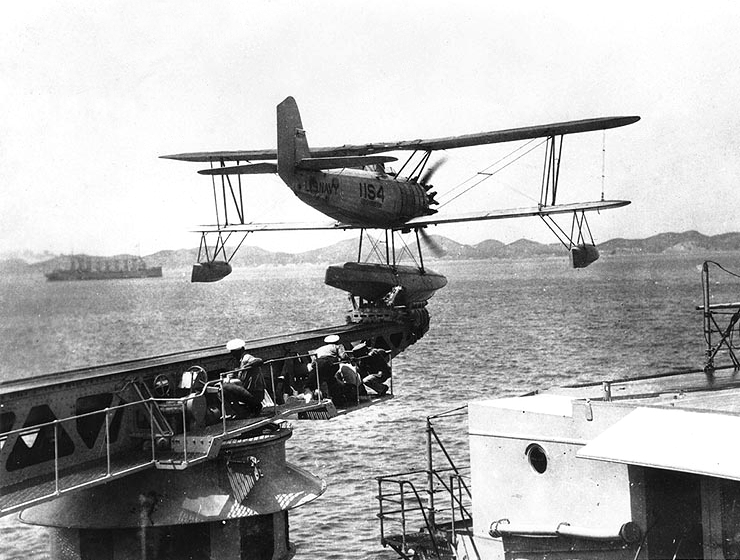
Un O2U Corsair durante l'operazione di lancio dalla catapulta da parte dell'incrociatore pesante.

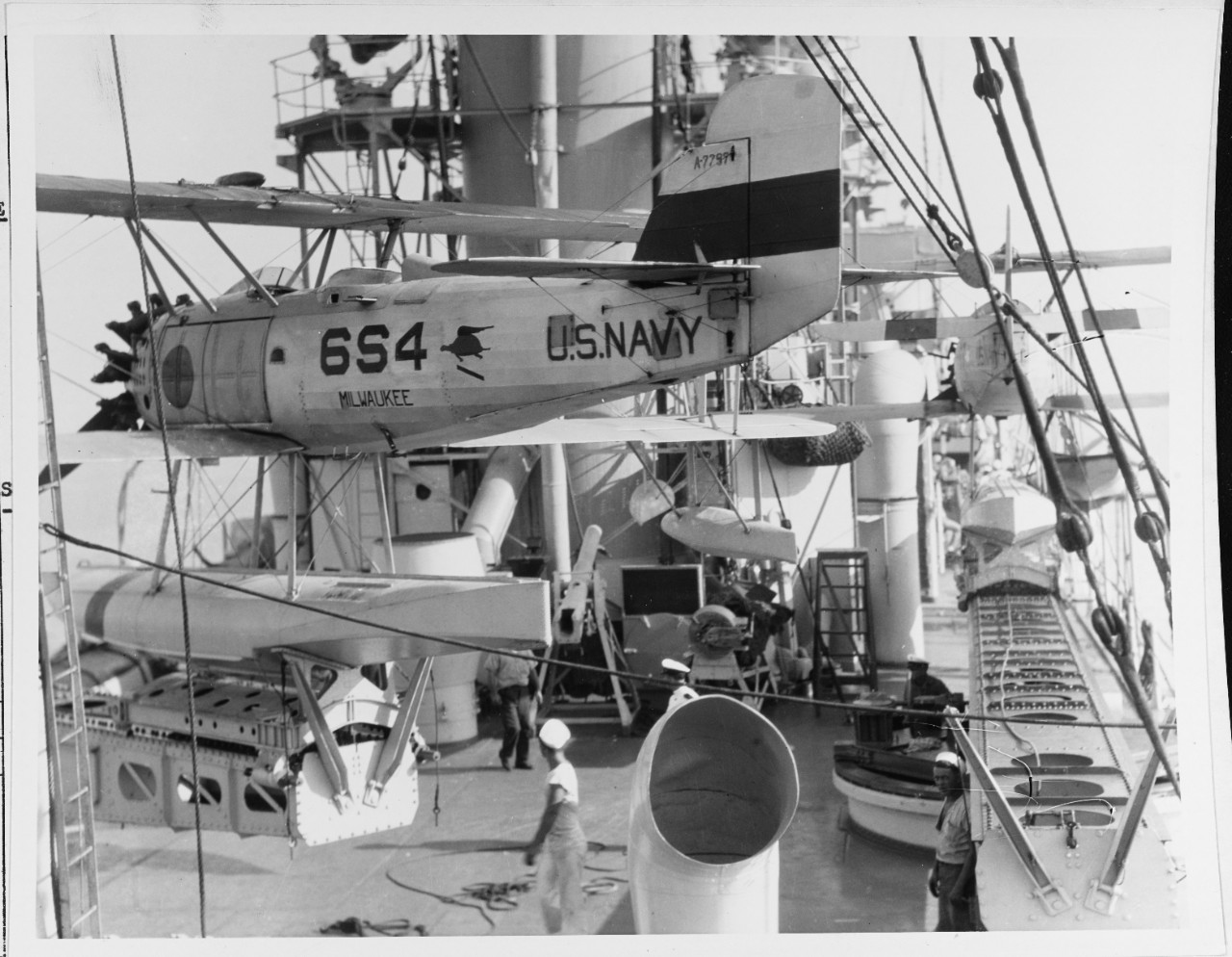
Vought O2U-1 imbarcato sull'incrociatore leggero USS Milwaukee (CL-5)

Le informazioni sono tratte da "The Corsair and other Aeroplanes Vought", se non diversamente indicato.
- O2U-1: denominazione assegnata ai primi due prototipi e ad una prima serie di 130 esemplari acquistati dall'U.S. Navy. Due aerei furono venduti ad una compagnia postale canadese e tre al governo del Giappone;
  - O2U-1A: serie di 4 velivoli destinati all'Argentina;
  - O2U-1D: denominazione assegnata ad una ventina di esemplari complessivamente acquistati dalla Repubblica di Cina; dalla scarsa documentazione disponibile risulterebbe che alcuni abbiano ricevuto la denominazione O2U-1D2, probabilmente perché ordinati in una seconda occasione;
  - O2U-1E: si tratta della designazione relativa a 3 velivoli acquistati dal governo peruviano;
- O2U-2: si trattò di 37 velivoli, di cui 31 per l'U.S. Navy e 6 per l'U.S. Coast Guard, contraddistinti dalla diversa apertura del piano alare superiore ampliata di 18 in (46 cm);
  - O2U-2A: lotto di 6 esemplari, acquistati dal Brasile;
  - O2U-2M: denominazione attribuita a 12 aerei venduti al governo messicano; si differenziavano dagli esemplari del medesimo modello per la presenza di cappottatura aerodinamica ad anello intorno al motore;
- O2U-3: lotto di 80 esemplari per l'U.S. Navy, modificati nell'impennaggio e nel pronunciato angolo diedro positivo del piano alare inferiore;
  - O2U-3A: esemplari acquistati dal governo cubano. Lotto costituito da 26 velivoli;
  - O2U-3B: sigla identificativa di 2 aerei acquistati dal Perù;
  - O2U-3SD: ancora un lotto composto da 2 esemplari, in questo caso venduto al governo della Repubblica Dominicana;
  - O-28: un singolo esemplare, in configurazione analoga a quella degli O2U-3, proposto agli United States Army Air Corps per il ruolo di aereo da osservazione, non venne considerato idoneo dopo prove comparative sostenute con altri due concorrenti;
- O2U-4: caratterizzati da modifiche di dettaglio nell'equipaggiamento di bordo, furono gli ultimi 42 velivoli del modello a vedere la luce.
  - O2U-4A: con questa denominazione furono identificati gli esemplari realizzati, in numero non specificato, dalla messicana Talleres Nacionales de Construcciones Aeronáuticas (TNCA) a seguito dell'acquisto della licenza di produzione.
- V-50: designazione aziendale attribuita ad un singolo velivolo che vedeva una cellula di O2U accoppiata con il motore Pratt & Whitney Hornet equipaggiato di compressore, grazie al quale l'aereo poteva vantare prestazioni velocistiche considerevolmente superiori a quelle dell'originale. Fu utilizzato dalla stessa Vought in funzione di dimostratore, a fini commerciali.

Risultano inoltre prodotti altri 7 aerei di tipo non meglio precisato ma prodotti a partire da cellule di O2U-3 oppure O2U-4; questi aerei furono acquistati da soggetti privati per uso personale.

## Utilizzatori
Argentina
- Aviación Naval

 Brasile
- Serviço de Aviação Militar

 Cina
- Zhōnghuá Mínguó Kōngjūn

 Cuba
- Cuerpo Aéreo del Ejército de Cuba

 Messico
- Fuerza Aeronaval

 Rep. Dominicana

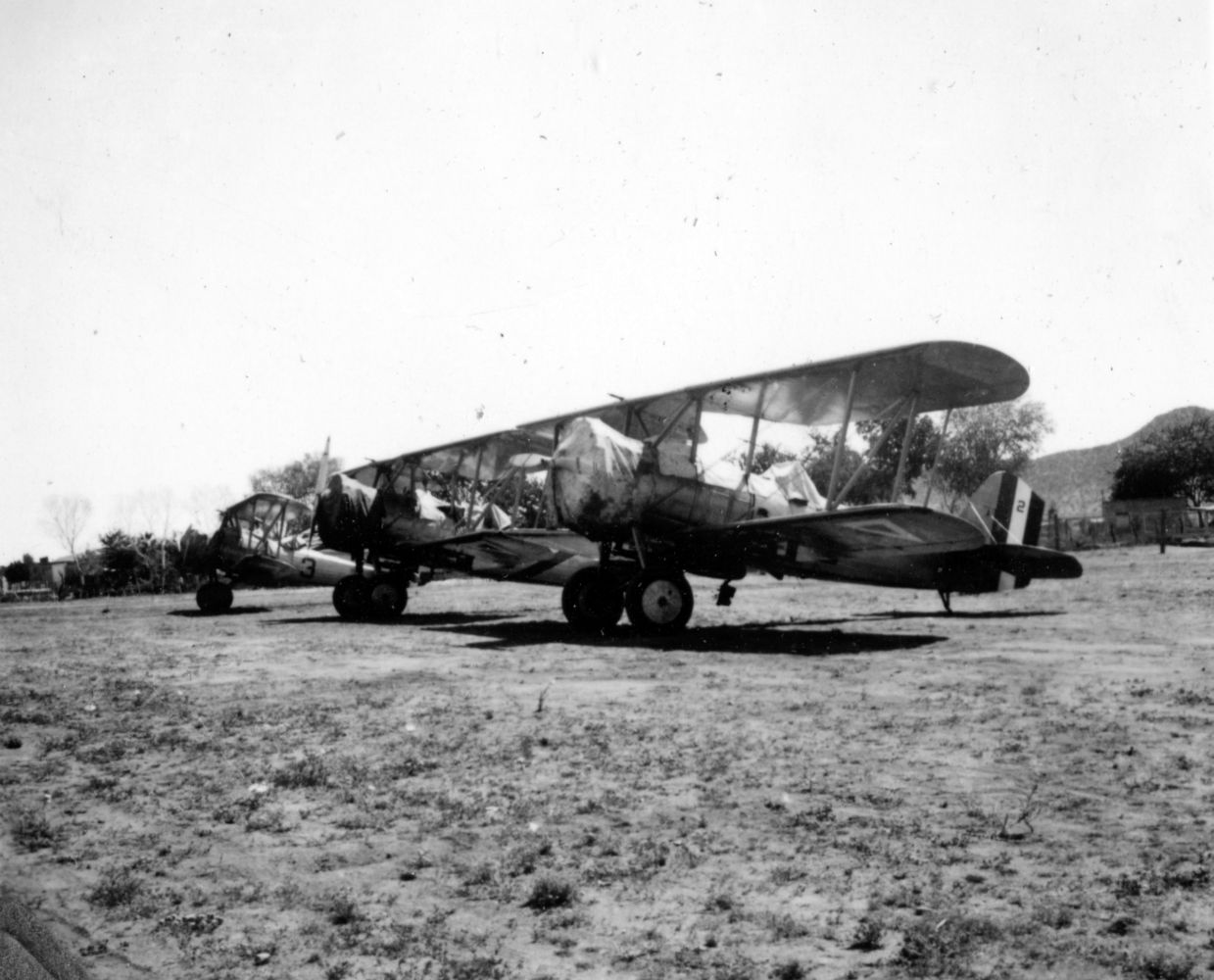
Tre Corsair O2U-2M messicani.

- Arma de Aviación del Ejército Nacional

 Stati Uniti
- United States Navy
- United States Marine Corps
- United States Coast Guard

### Annotazioni
1. ↑  Nelle fonti spesso si trova la forma abbreviata BuAer.
2. ↑  All'epoca non era ancora in uso la prassi di designare i prototipi con il prefisso "X".
3. ↑  All'apparenza molto simile ad un anello Townend.
4. ↑  In genere bombe, ma le fonti reperite non riportano la quantità trasportabile.

### Fonti
1. 1 2 3 4 5 6  Johnson, p. 114.
2. 1 2 3  Moran, 1991, p. 153.
3. 1 2  Swanborough e Bowers, 1990, p. 438.
4. 1 2 3 4 5 6  Swanborough e Bowers, 1990, p. 436.
5. 1 2 3 4 5 6 7 8  Johnson, p. 115.
6. 1 2 3  Swanborough e Bowers, 1990, p. 437.
7. ↑  Moran, 1991, p. 56.
8. 1 2 3  Moran, 1991, p. 54.
9. ↑  Moran, 1991, p. 45.
10. ↑  Moran, 1991, p. 44.
11. ↑  World's Record in Aviation, 3 novembre 1927, in "Flight".
12. ↑  VO-3B History Summary Page - VP Patrol Squadron, in "www.vpnavy.com".
13. ↑  Valor awards for Christian Franklin Schilt, in "Hall of Valor".
14. ↑  Cleveland National Air Races, 6 settembre 1929, in "Flight".

### Periodici
- (EN) World's Record in Aviation - Class CBIS (Seaplanes), in Flight, Sutton, Surrey - UK, Reed Business Information Ltd., 3 novembre 1927,  p. 763. URL consultato il 27 settembre 2017.
- (EN) Airism from the Four Winds - Cleveland National Air Races, in Flight, Sutton, Surrey - UK, Reed Business Information Ltd., 6 settembre 1929,  p. 992. URL consultato il 27 settembre 2017.